# Sphere (album)
Sphere est un album du groupe de Japanoise Merzbow.
"Untitled for Vasteras" est une reconstitution d'une performance live jouée au festival de jazz Perspectives à Västerås, en Suède, en octobre 2004. L'enregistrement original en direct apparaît sur Houjoue sous le nom "Rising Sun".
La photo de couverture a été prise dans le hall du Daily News Building à New York.

## Crédits
- Masami Akita   - ordinateur, percussion
- Jenny Akita   - photographe
- John Zorn   - producteur exécutif
- Kazunori Sugiyama   - producteur associé
- Scott Hull au Hit Factory Mastering   - Mastering
- Heung-Heung Chin   - conception graphique